# Ngôi sao Tử thần
Ngôi sao Tử thần (tên gốc: Death Star) là một trạm không gian và là một siêu vũ khí ngân hà giả tưởng xuất hiện trong loạt sử thi Star Wars do George Lucas sáng tạo. Phi hành đoàn gồm 1.7 triệu người và 400,000 droids, pháo đài cỡ hành tinh lùn này được thiết kế để phóng ra nguồn năng lượng có khả năng tiêu diệt cả một hành tinh.